# Банный (Ханты-Мансийский автономный округ)
Банный — посёлок в России, находится в Сургутском районе, Ханты-Мансийского автономного округа — Югры. Располагается на межселенной территории, находится в прямом подчинении Сургутскому муниципальному району.
Почтовый индекс — 628401, код ОКАТО — 71126000000.

## Статистика населения
| 2010 |
| ---- |
| 25   |

## История основания
Поселок основан 1912 году.

## Климат
Климат резко континентальный, зима суровая, с сильными ветрами и метелями, продолжающаяся семь месяцев. Лето относительно тёплое, но быстротечное.